# 1935년 긴급구제예산법
1935년 긴급구제예산법(영어: Emergency Relief Appropriation Act of 1935)은 프랭클린 D. 루스벨트의 뉴딜 정책의 일환으로 1935년 4월 8일에 통과되었다. 이 법안은 공공사업진흥국(WPA), 국립청소년행정국, 재정착행정국, 농촌전화청 및 기타 지원 프로그램을 포함하는 대규모 공공 사업 프로그램이었다. 이 프로그램들은 "제2차 뉴딜"이라고 불렸다. 이 프로그램들은 미국인들에게 정부가 임금을 지급하는 일자리를 제공했다. 목표는 실업을 해소하고, 대공황에서 벗어나고, 미래에 또 다른 공황을 예방하는 것이었다. 이것은 미국 역사상 최초이자 가장 큰 공공 지원 구제 프로그램 시스템이었으며, 가장 큰 국가 부채 누적을 초래했다.

## 배경
1935년 이전에는 많은 프로그램들이 직접적인 원조와 "실업수당"에 중점을 두었다. 프랭클린 D. 루스벨트는 능력 있는 노동자들에게 복지를 제공하는 것을 싫어했는데, 이는 실업자들의 사기를 떨어뜨리고 정부에 대한 의존도를 높이며, 심지어 실업자들조차도 근로 구제를 선호했기 때문이다. 그는 또한 "실업과 보호받지 못하는 노년의 미래 문제"에 대해 우려했고, "우리는 시작해야만 한다, 그렇지 않으면 결코 시작되지 않을 것"이라고 믿었다. 1935년 초, 1,130만 명의 미국인들이 실업 상태였으며, 이는 민간 노동력의 거의 22%에 해당했다.
1935년 1월, 루스벨트는 현재의 구제 프로그램을 변경할 계획을 발표했다.
연방 정부는 이 구제 사업을 중단해야 하며, 중단할 것이다.
나는 현금, 시장 바구니, 또는 공원에서 잔디를 깎거나, 낙엽을 긁거나, 종이를 줍는 몇 시간의 주간 노동을 통해 우리 국민의 활력이 더 이상 소모되는 것을 원치 않는다. 우리는 실업자들의 신체뿐만 아니라 그들의 자존감, 자립심, 용기, 결단력도 보존해야 한다.

1935년 4월 8일, 루스벨트는 노인이나 장애인과 같이 일할 수 없는 사람들에게만 직접적인 지원을 제공하는 긴급 구제 예산법을 도입했다. "긴급"이라는 단어에도 불구하고, 이 법안은 장기적인 문제를 해결하기 위해 만들어졌다.
그는 의회에 48억 8천만 달러를 요청했는데 – 그 중 3분의 2는 근로 구제를 지원하는 데 사용될 것이며, 나머지는 1933년 루스벨트가 토목사업청을 대체하여 만든 근로 프로그램인 연방 긴급구제국을 해체할 것이었다.
그는 일을 시작하기 위해 40억 달러를 요청했고, 8억 8천만 달러는 이전 예산에서 재할당되었다 350만 명을 지원하기 위해서였다. 지방 정부와 기관들은 이미 150만 명의 고용 불가능한 구제 수혜자(예: 병자, 노인, 신체 장애인)를 돌보고 있었다. 이 법에 따라 책정된 자금 중 2,700만 달러는 WPA가 후원하는 연방 프로젝트 번호 1에 따라 연방 예술 프로젝트, 연방 작가 프로젝트 및 연방 극장 프로젝트에 승인되었다.

## 붕괴
1935년 9월까지 이 프로그램은 실패하고 일부 사람들에게는 붕괴될 것처럼 보였다. 남아있는 자금은 10억 달러에 불과했으며, 추정된 350만 명 중 4분의 1 미만이 고용되었다.
붕괴로 이어진 많은 장애물들이 있었다:
- 프로그램이 기존 수준의 임금을 지불해야 한다는 요구로 인해 법안이 의회에서 지연되었다.
- 의회 지도자들은 자금을 특정 범주와 기관에 할당하기를 원하여 기존 프로그램에서 순조로운 전환이 어려웠다.
- 해리 홉킨스와 해럴드 이커스 간의 갈등 – 그들은 프로그램이 공공 사업(구제 노동력이 적은 비싼 프로젝트)이어야 하는지 또는 근로 구제("만들어진 일")이어야 하는지에 대해 논쟁했다.[15]

## 결과
루스벨트는 이것이 대공황을 끝내고 일자리를 창출하기를 바랐지만, 성공적이지 못했다. 그는 나머지 예산을 WPA를 창설한 해리 홉킨스에게 주었다.
의회는 1930년대 내내 이 프로그램에 기여했지만, 1939년부터 자금은 줄어들었다. 많은 프로그램들이 수년간 중단되었고, 1943년에는 의회가 WPA와 PWA를 포함한 많은 긴급 구제 예산법 프로그램을 종료했다. 제2차 세계 대전이 수천 개의 일자리를 창출했기 때문에 실업은 더 이상 주요 문제가 아니었다.
많은 사람들은 "이 프로그램들이 국가의 부유한 시민들을 희생시키면서 실업자들을 위한 '바쁜 일'을 만들었다"고 불평했다. 그러나 농촌전화청은 성공적이었다. 1934년에는 미국 농장의 11%만이 전기를 사용했지만, 1942년에는 50%로, 1940년대 말에는 거의 100%로 증가했다. WPA는 수천 개의 학교, 병원, 놀이터를 건설하고 개조했다.

## 더 읽어보기
- http://www.presidency.ucsb.edu/ws/index.php?pid=14926